# 祝詠
祝詠（1489年—1556年），字鳴盛，號野塘，改號岣嶁，湖廣衡州府桂陽州人，軍籍，明朝政治人物。

## 生平
正德十四年（1519年）己卯科湖廣鄉試第六十九名舉人，嘉靖八年（1529年）中式己丑科會試第一百六十六名，三甲第一百五十六名進士。授戶科給事中，十年（1531年）任四川鄉試正考官，十一年（1532年）八月升兵科右給事中，十二年（1533年）四月論劾大同巡撫何棟，十三年（1534年）六月奉命清查甘肅地方官員私自買賣吐魯番汗國與天方國夷使貨物案，十四年（1535年）出為太平府知府，與巡按御史不合，十六年（1537年）謫兩淮鹽運司同知，二十年（1541年）升贛州府知府，二十二年（1543年）升四川按察司副使、兵備松潘，升陝西布政使司左參政，引疾致仕歸里，三十五年（1556年）卒於家。

## 著作
著有《兩科奏疏》、《使西漫興》、《蜀中稿》、《祝氏家譜》、《葬祭禮式》。

## 家族
曾祖祝顥；祖父祝鳳音；父祝壽華，號梽木，贈戶科給事中。母顏氏（贈孺人）。永感下。兄祝詔，弟祝誦、祝議。從子祝完。